# Putaendo
Putaendo é uma comuna da província de San Felipe de Aconcágua, localizada na Região de Valparaíso, Chile. Possui uma área de 1.474,4 km² e uma população de 14.649 habitantes (2002).